# 努里金·穆希金诺夫
努里金·阿克拉莫维奇·穆希金诺夫（俄语：Нуритдин Акрамович Мухитдинов；1917年11月6日—2008年8月27日），乌兹别克人，苏联党和国家领导人，外交官。曾任乌兹别克苏维埃社会主义共和国部长会议主席，乌共中央第一书记，驻叙利亚特命全权大使等职务。

## 生平
- 1917年11月6日（格里历：11月19日），生于俄罗斯共和国塔什干市郊区艾伦村的农民家庭。父亲是当地村委会主席，母亲是农村商人的女儿。
- 1932年加入共青团。1935年毕业于合作社中等技术高中。
- 1935年-1938年，全苏合作社学院学习。
- 1938年-1939年，布哈拉合作社中心讲师。
- 1939年-1946年，苏联红军服役。其间参与苏联入侵波兰的军事行动。1942年加入联共（布）。斯大林格勒战役其间负伤，住院期间拒绝复员。出院后进入布琼尼军事通信学院接受培训，学习无线电通讯技术。1943年-1946年，特种作战小组副主任。战后以陆军上尉军衔退役。
- 1946年-1947年，乌共（布）中央机关讲师，参与了贝戈瓦特法哈德水电站的建设。
- 1947年-1948年11月，乌共（布）纳曼干州委书记。
- 1948年11月-1950年4月，乌共（布）纳曼干州委第一书记。
- 1950年4月-1951年1月，乌共（布）中央意识形态委员会书记。期间，1950年8月-1951年5月，乌共（布）塔什干州委第一书记，乌兹别克苏维埃社会主义共和国最高苏维埃主席。
- 1951年5月-1953年4月，乌兹别克苏维埃社会主义共和国部长会议主席。
- 1953年7月-1954年12月，乌兹别克苏维埃社会主义共和国部长会议第一副主席兼外长。
- 1954年12月-1955年12月，乌兹别克苏维埃社会主义共和国部长会议主席。
- 1955年12月-1957年12月，乌共中央第一书记。
- 1957年12月-1961年10月，苏共中央书记处书记，他提议将斯大林的遗体移出水晶棺。
- 1961年-1966年，苏联消费合作社中央联社副主席。
- 1966年-1968年，苏联部长会议国家对外文化联络委员会第一副主席。
- 1968年-1977年，苏联驻叙利亚特命全权大使。
- 1977年3月-1986年11月，苏联工商协会副主席。
- 1986年11月起退休。
- 1987年-1989年，乌兹别克苏维埃社会主义共和国部长会议顾问。
- 1989年-1991年，乌兹别克苏维埃社会主义共和国历史文化古迹保护协会主席。
- 1991年-2008年，乌兹别克斯坦历史文化古迹保护协会主席。
- 2008年8月27日于塔什干逝世，享年90岁。葬于察合台公墓。

穆希金诺夫是苏共19-22大代表；第19-22届中央委员，第20届中央主席团（政治局）候补委员，第20-21届中央主席团成员，第20-21届中央书记处书记；第3-5届苏联最高苏维埃民族院代表，第5届俄罗斯苏维埃联邦社会主义共和国最高苏维埃代表。

## 功绩
在任部长会议主席期间，穆希金诺夫促成国际医学科学会议和苏联医学科学院的共同会议在塔什干举行，以安集延的医学研究所为基础，1955年成立了乌兹别克科学院区域医学研究所，1957年成立乌兹别克苏维埃社会主义共和国内分泌研究所（1898年更名为乌兹别克斯坦共和国内分泌研究所），1958年成立乌兹别克肿瘤与放射学研究所。提高棉花生产技术水平和机械化率，陪同莫洛托夫参加万隆会议，与广大殖民地独立国家建立关系。1955年7月，促成印度总理尼赫鲁首访苏联。11月-12月，陪同赫鲁晓夫出访印度，阿富汗和缅甸。
任第一书记期间为广大大清洗中的受害者平反，重新思考沙俄在18、19世纪对中亚的殖民历史，允许二战期间被流放到中亚的高加索民族（车臣，达吉斯坦，印古什，卡拉恰伊等）返回故乡，为当地科学院等机构发展提供保障，建立了中亚地区第一个电视台，契卡洛夫飞机制造厂，拖拉机从等工业项目投产运营，棉花产量连创新高。乌兹别克斯坦在他的时代取得了长足发展。

## 荣誉
苏联：
- 两次列宁勋章（1950,1957）
- 十月革命勋章（1987）
- 二级卫国战争勋章（1985）
- 劳动红旗勋章（1971）
- 各民族人民友谊勋章（1974）
- 荣誉勋章（1965）
- 纪念列宁诞辰一百周年奖章
- 1941-1945年伟大卫国战争战胜德国奖章
- 保卫斯大林格勒奖章
- 保卫高加索奖章
- 苏联武装力量四十周年奖章
- 苏联武装力量五十周年奖章
- 苏联武装力量六十周年奖章
- 苏联武装力量七十周年奖章
- 退休劳动者奖章

乌兹别克斯坦：
- 1941-1945年伟大卫国战争胜利五十周年奖章
- 英勇奖章（1994） [4]